# Буданова Маріанна Олександрівна
Буданова Маріанна Олександрівна (народилась 3 серпня 1993 р.) — старша лейтенантка поліції, викладачка в Національній академії внутрішніх справ, психологиня, дружина начальника Головного управління розвідки Міноборони України Кирила Буданова.

## Біографія
Буданова Маріанна Олександрівна народилася 3 серпня 1993 р. в Київській області.
Здобула вищу освіту в "Інституті економіки та менеджменту Університету «Україна», має ступінь Магістра з психології.
У період з 2015 до 2017 року Маріанна Буданова займалася волонтерською діяльністю в Головному військовому шпиталі міста Києва (Національний військово-медичний клінічний центр «Головний військовий клінічний госпіталь»).
Актуальне місце роботи — викладає на кафедрі юридичної психології в Національній академії внутрішніх справ.

### Сім'я
Чоловік — Кирило Буданов, генерал-лейтенант, Герой України, начальник Головного управління розвідки Міністерства оборони України.
Маріанна Буданова з чоловіком є вірянами ПЦУ.

### Балотування до Київської міської ради
У 2020 році під час чергових місцевих виборів Маріанна Буданова балотувалася до складу 9-го скликання Київської міської ради від всеукраїнської політичної партії УДАР.
Обиралась Маріанна Буданова від територіального виборчого округу № 1 (Голосіївський район) під номером 6 у виборчому списку, однак не набрала необхідної кількості голосів.  
Основою передвиборчої програми Маріанни Буданової були наступні пункти:
- підтримка ветеранів російсько-української війни та осіб з вадами зору;

- розвиток соціальної інфраструктури Голосіївського району: освітніх та медичних закладів, збільшення кількості амбулаторій та лікарень, облаштування зелених зон;

- розбудова інклюзивної інфраструктури в Голосіївському районі;

- підтримка малого та середнього бізнесу в умовах пандемії.

Після проведення місцевих виборів, згідно з розпорядженням від 16 червня 2021 року № 507, була призначена радником Київського міського голови Віталія Кличка з питань виявлення та запобігання корупції у сфері молодіжної політики та спорту на громадських засадах.
Зі слів Маріанни Буданової в інтерв'ю для українських медіа, її посадові обов'язки були пов'язані з публічною комунікацією, здійсненням внутрішньої організації роботи Департаменту молоді та спорту Київської міської державної адміністрації, підготовкою та перевіркою тендерів Департаменту, а також — планів внутрішніх аудитів.
У зв'язку з повномасштабним вторгненням Російської федерації 24 лютого 2022 року була змушена піти з посади радниці мера Києва на громадських засадах.

### Російсько-українська війна
З початку повномасштабної агресії РФ проти України Маріанна Буданова не покидала Київ. Згідно з інформацією в українських ЗМІ, у 2022 році вона активно займалась волонтерством. Зокрема допомагала забезпечувати харчуванням, речами та медикаментами окремі бригади сил Територіальної оборони та ЗСУ. Також займалася зооволонтерством, допомагаючи вивозити тварин із зон бойових дій.
У 2022 році Маріанна Буданова як психолог долучилась добровольцем до складу української обмінної групи, яка проводила перший обмін військовополоненими між Україною та РФ в умовах повномасштабного вторгнення.
28 листопада 2023 року стало відомо про спробу отруєння дружини начальника ГУР МОУ України Маріанни Буданової важкими металами та її госпіталізацію. Цю інформацію підтвердив колишній очільник ГУР МОУ, екскерівник Служби зовнішньої розвідки України (СЗР), генерал-лейтенант Валерій Кондратюк, а також — представник ГУР МОУ Андрій Юсов.
Пізніше в інтерв'ю для видання Liberation Кирило Буданов також зазначив, що спроба отруєння була, і натякнув на причетність до замаху осіб пов'язаних з російськими спецслужбами. Під час замаху на здоров'я Маріанни Буданової постраждало ще кілька співробітників Головного управління розвідки Міноборони України, які забезпечували охорону дружини начальника ГУР МОУ. Найімовірніше, отруєння сталося через їжу.